# قائمة قصور روسيا

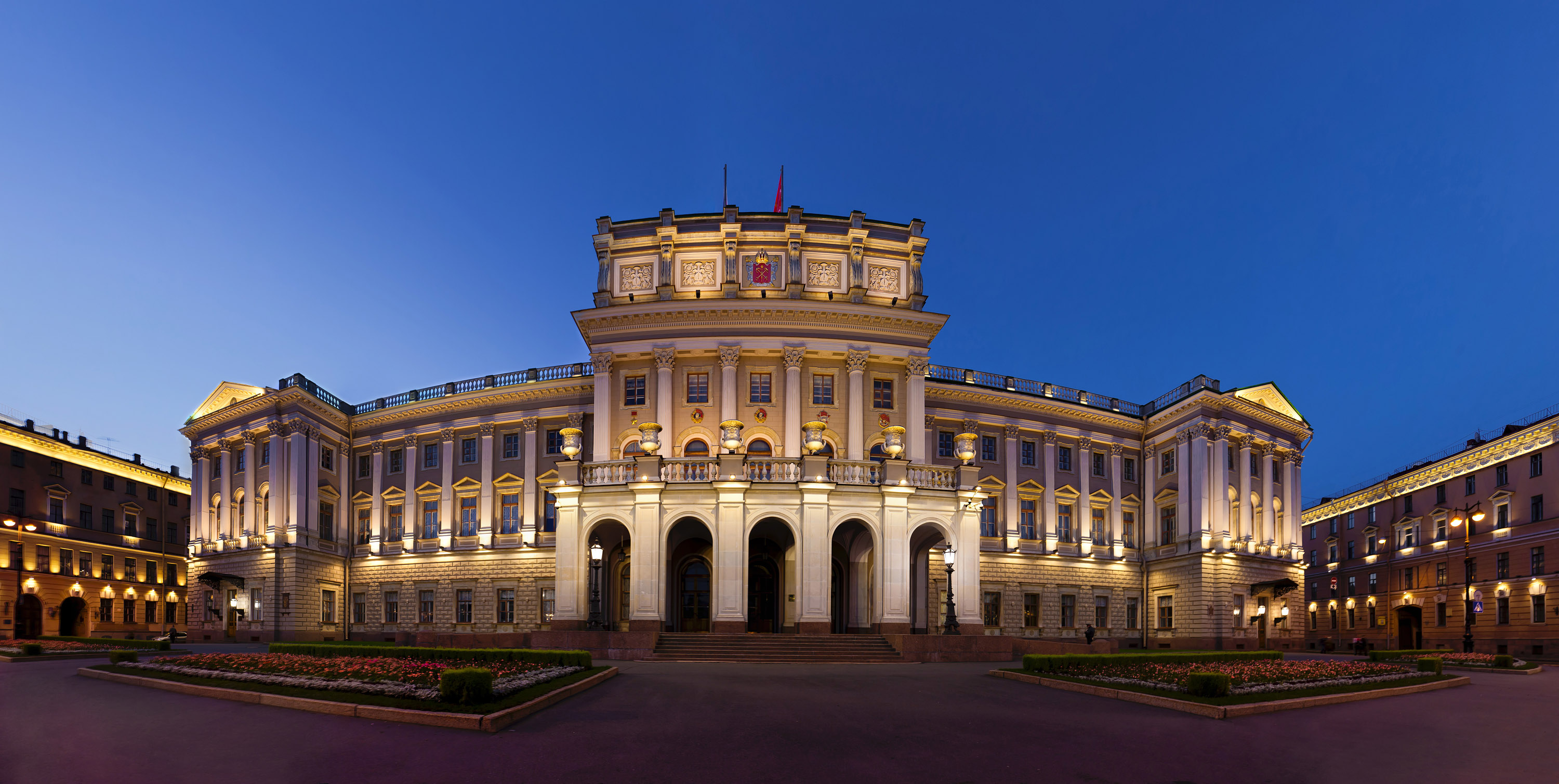
قصر مارينسكي

قصر هو مقر إقامة كبير، وخاصة ما يتعلق بالمقرات الملكية والرئاسية، أو الأعيان رفيعي المستوى، كالأساقفة، كما يطلق قصر على المباني الفخمة والمزخرفة.

## قائمة قصور روسيا
تحتوي هذه القائمة على أسماء قصور في روسيا.
- المتحف الروسي
- قصر الشتاء
- قصر مارينسكي
- قصر مونبليزير
- قلعة فورونتسوف (سانت بطرسبرغ)
- قصر كاثرين
- بافلوفسك
- كرملين